# Iván Borísov
Iván Grigórievich Borísov (en ruso: Иван Григорьевич Борисов; Shelujino, RSFS de Rusia, 28 de septiembre de 1921 – Moscú, Unión Soviética, 9 de agosto de 1954) fue un as de la aviación soviético que combatió durante la Segunda Guerra Mundial donde recibió el título de Héroe de la Unión Soviética (1943). Después de la guerra permaneció en el ejército hasta mediados de la década de 1950; durante su carrera alcanzó el rango de mayor de Aviación.

## Biografía

### Infancia y juventud
Iván Borísov nació el 28 de septiembre de 1921 en Shelujino, una pequeña localidad rural situada en la gobernación de Riazán —entonces parte de la RSFS de Rusia, actualmente ubicada en el raión de Lukhovit del Óblast de Moscú en Rusia—. Desde 1935, vivió en la ciudad de Moscú, allí se graduó en la escuela primaria y entre diciembre de 1937 y mayo de 1940 trabajó como fabricante de herramientas en la planta de construcción de maquinaria Presnensky en Moscú, al mismo tiempo, estudió en el club de vuelo local.  En mayo de 1940, gracias al apoyo del Komsomol, Borisov se inscribió como cadete en el Club de Vuelo Central que lleva el nombre de Valeri Chkálov. Donde se graduó con honores y fue recomendado para estudiar en una escuela militar. El 1 de diciembre de 1940 se matriculó como cadete en la Escuela de Pilotos de Aviación Militar de Astafievsk.

### Segunda Guerra Mundial
Con el inicio de la invasión alemana de la Unión Soviética, abandonó sus estudios antes de finalizarlos con el grado de sargento. El 28 de junio de 1941, fue asignado como piloto al 309.º Regimiento de Aviación de Cazas de la Región de Defensa Aérea de Moscú donde sirvió aproximadamente durante un año. El 1 de julio de 1942 fue trasladado al 4.º Regimiento de Aviación de Cazas y participó en batallas integrado en los frentes de Briansk (julio de 1942) y Stalingrado (agosto-octubre de 1942).
Durante la batalla de Stalingrado, fue asignado al equipo de Amet-Jan Sultán. Para el otoño de 1942, había derribado tres aviones enemigos, por lo que recibió su primera Orden de la Bandera Roja. En octubre de 1942, junto con Amet-Jan, se alistó en el 9.º Regimiento de Aviación de Cazas de la Guardia bajo el mando de Lev Shestakov, formado por iniciativa del comandante del 8.º Ejército Aéreo, Timoféi Jriukin. Allí Borisov fue nombrado comandante de vuelo del regimiento.
El 3 de febrero de 1943 se le concedió el grado de subteniente. Participó nuevamente en las batallas por la liberación de la región de Rostov. El 22 de marzo, resultó herido en una pierna, pero pudo aterrizar el avión averiado en el aeródromo. Ese mismo año se unió al Partido Comunista de la Unión Soviética. Se distinguió durante el avance contra las defensas alemanas en el río Molochna, por lo que el 19 de octubre de 1943 recibió la Orden de la Guerra Patria de 1.er grado.
El 1 de noviembre de 1943, por decreto del Presídium del Sóviet Supremo de la Unión Soviética, fue galardonado con el título de Héroe de la Unión Soviética con la Orden de Lenin y la medalla de la Estrella de Oro n.º 1247, por «el coraje y el heroísmo mostrados en las batallas contra los invasores nazis».
Por su distinción durante la ofensiva de Crimea, fue galardonado con la Orden de Alejandro Nevski. A finales de 1944 luchó en Prusia Oriental como comandante del 2.º escuadrón. Su última misión de combate la realizó cerca de Berlín el 2 de mayo de 1945, al mando de un escuadrón del 9.º Regimiento de Aviación de Cazas de la Guardia.
Al final de la guerra, había realizado 554 salidas de combate, en cazas I-16, Hawker Hurricane, Yak-7, Yak-1, P-39 Aircobra y La-7, y en 182 batallas aéreas consiguió veinticinco victorias aéreas individuales y ocho compartidas.Sin embargo, otras fuentes dan un recuento diferente sobre su número final de victorias. El historiador Mijaíl Bykov le atribuye veintidós victorias individuales y ocho compartidas, mientras que George Mellinger le asigna catorce victorias individuales y nueve compartidas.

### Posguerra
Después de la guerra continuó sirviendo en la fuerza Aérea, primero como subcomandate y después como comandante de un escuadrón aéreo del 176.º Regimiento de Aviación de Combate (primero en el Grupo de Fuerzas Soviéticas en Alemania y, desde diciembre de 1945, en el Distrito Militar de Transcaucasia). En 1949, pasó a la reserva con el rango de mayor. A partir de octubre de 1949, trabajó como piloto en el escuadrón de aviación de transporte de la Oficina de Diseño Mikoyán en Moscú.
Murió el 10 de agosto de 1954 en Moscú y fue enterrado en el cementerio Vagánkovo.

## Condecoraciones
|  | Héroe de la Unión Soviética (n.º 1247, 1 de noviembre de 1943)                                                                                    |
|  | Orden de Lenin (1 de noviembre de 1943) |
|  | Orden de la Bandera Roja, cinco veces (23 de octubre de 1942, 14 de julio de 1943, 7 de abril de 1944, 24 de enero de 1945 y 20 de abril de 1945) |
|  | Orden de Alejandro Nevski (21 de mayo de 1944) |
|  | Orden de la Guerra Patria de 1.er grado (13 de octubre de 1943)                                                                                   |
|  | Medalla por la Defensa de Moscú |
|  | Medalla por la Defensa de Stalingrado (1942) |
|  | Medalla por la Victoria sobre Alemania en la Gran Guerra Patria 1941-1945                                                                         |
|  | Medalla por la Conquista de Berlín |
|  | Medalla por la Conquista de Königsberg |
|  | Medalla del 30.º Aniversario de las Fuerzas Armadas de la URSS                                                                                    |